# 朝田淳弥
朝田 淳弥（あさだ じゅんや、1996年10月17日 - ）は、日本の俳優、元関西ジャニーズJr.。
大阪府出身。トーチ・リンク所属。

## 来歴
かつてはジャニーズ事務所に所属。関西ジャニーズJr.内ユニット・Shadow WESTやGang Starのメンバーとしても活動した。
2019年3月に近畿大学総合社会学部を卒業。同年12月に面接の末、12月17日よりエヴァーグリーン・エンタテイメントに所属する。
2020年、オンライン公演『最果てリストランテ』にて本格的に俳優活動を開始。
2023年12月、Instagramでエヴァーグリーン・エンタテイメントを退所したことを発表した。
2025年2月15日、トーチ・リンクに所属したことを自身のXで発表した。

## 人物
趣味は人間観察、カメラ、日記。特技はダンス、ドラム、殺陣、スノーボード。

## 出演

### テレビ番組
- 猫のひたいほどワイド（テレビ神奈川）
  - 猫の手も借り隊〈木曜リポーター〉（2021年4月15日 - 2022年3月24日・2024年4月 - 2025年3月）[8][9][10]
  - 猫の手も借り隊〈月曜リポーター〉（2022年4月4日 - 2024年3月25日）[11][12]
  - 猫の手も借り隊〈火曜リポーター〉（2025年4月 - ）（予定）

### テレビドラマ
- 先輩、断じて恋では!（2022年6月17日 - 8月12日、MBS 他） - 中山航平 役[13]
- 六本木クラス 第3話（2022年7月21日、テレビ朝日） - 合コン参加者 役[14]
- 早朝始発の殺風景 第3話（2022年11月18日、WOWOW） - 藤 役[15]
- 私の知らない私 第8話 - 最終話（2025年2月27日 - 3月20日、読売テレビ・日本テレビ） - カフェ店員 役[16]

### 映画
- 知多良監督特集「恋と生活」 『金色の景色』（2023年3月4日 - 10日、シネマ・ロサにて上映） - 折口 役[17]
- ピエロたち（2023年7月8日、BRUNTON FILMS） - 主演・長谷川涼 役[18]
- あまろっく（2024年4月19日、ハピネットファントム・スタジオ） - タカ（大塚孝弘） 役[19]

### 舞台
- 銀二貫（2017年6月1日 - 11日、大阪松竹座） - 定吉 役[20]
- 滝沢歌舞伎ZERO（2019年2月3日 - 25日、京都四条南座）[21]
- オンライン演劇「最果てリストランテ」（2020年6月23日 - 25日） - 主演・岬良太 役（テジュとW主演）[22]
- 1999年の夏休み 2020ver.（2020年9月18日 - 22日、R'sアートコート） - 和彦 役[23][注 1]
- オンライン演劇「最果てリストランテ vol.2」（2020年10月15日 - 17日） - 主演・岬良太 役（テジュとW主演）[25]
- いい人間の教科書。（2020年11月11日 - 16日、すみだパークシアター倉）[26]
- モノローグ劇「KoiKoi物語」（2020年11月26日・27日、ライブ配信）[27]
- 朗読劇「私の道しるべ」 Aチーム（2021年2月6日 - 13日、サンモールスタジオ） - トキトウシンゴ 役[28]
- ゼロの無限音階（2021年7月8日 - 11日、銀座博品館劇場） - エリス 役[29]
- Allen suwaru Lab vol.7「ホウム。」（2021年7月25日、新宿THEATER BRATS） ※ゲスト[30]
- いつの間にか、キミは（2021年8月7日 - 9日、A-Garage） - 三好 役[31]
- 午前5時47分の時計台（2021年9月8日 - 12日、あうるすぽっと） - 主演・カイロス 役[32]
- 素敵なカミングアウト（2021年10月30日 - 11月3日、浅草花劇場） - 苫米地次郎 役[33]
- 朗読劇「怪人二十面相」（2021年11月11日 - 14日、浅草花劇場） - 怪人二十面相 役（廣瀬智紀とWキャスト）[34]
- 朗読劇「銀河鉄道の夜」（2022年2月11日 - 14日、浅草花劇場） - ジョパンニ / ストーリーテラーⅠ《運命を知る導者》 役[35][注 2]
- DARKNESS GATE -ダークネスゲート-（2022年2月3日 - 5日、A-Garage） - 矢口先生 役[37][注 3]
- アジール街に集う子たち（2022年7月2日 - 10日、吉祥寺シアター） - ハヤト 役[38]
- Laki☆Laki Hipster 〜真夏の夜の悪夢〜 B班（2022年8月4日 - 7日、シアターサンモール） - ラキ 役[39]
- 『あの夏の飛行機雲』-永南高校バスケットボール部-（2022年10月14日 - 23日、GARDEN 新木場FACTORY） - 主演・立花壮太 役[40]
  - 『あの春は、いつまでも青い』-永南高校バスケットボール部-（2024年9月29日 - 10月6日、彩の国さいたま芸術劇場 小ホール）[41]
- 銀岩塩×猫のひたいほどワイド READING STAGE「土砂降りの森よおしえて僕の膝に住んでいた銀色の猫のゆくえ」（2022年11月3日 - 6日、県民共済みらいホール） - 僕のライバル / 僕の膝に住んでいる銀色の猫 / 僕の頸動脈を狙う危険な猫	 / 僕 役[42]
- ぼくはずっと前からあたらしい（2022年12月23日 - 25日、R'sアートコート） - 松下ゆうた 役[43]
- 朗読劇「美男ペコパンと悪魔」（2023年3月12日・14日、DDD青山クロスシアター） - 老人 / 大臣 / フランス国王 / 奴隷女 / 天使 / タレブ 役[44]
- 劇団papercraft 第9回公演「人二人」（2023年6月8日 - 11日、横浜赤レンガ倉庫1号館 3Fホール）[45]
- 遠山ドラマティア「C'est Promis」（2023年10月5日 - 15日、こくみん共済 coop ホール / スペース・ゼロ）[46]
- 劇団papercraft 番外公演「ミタココロ」（2023年11月29日 - 12月3日、EARTH＋GALLERY）[47]
- チーズtheater 第8回本公演「川辺市子のために」（2024年2月3日 - 12日、サンモールスタジオ）[48]
- 幸せを運ぶ男たち（2024年3月13日 - 17日、OFF・OFFシアター） - ボタン 役[49]
- 劇団papercraft 第10回公演「空夢」（2024年4月26日 - 5月6日、すみだパークシアター倉）[50]
- BARREL Produce『ovation! ovation!!』（2024年7月5日 - 7日、CBGKシブゲキ!!） - 主演・藤堂隆志 役[51]
- 劇団papercraft 番外公演「ミタココロ」再演版（2024年12月10日 - 15日、カフェムリウイ）[52]
- 舞台「十二人の怒れる男たち」（2025年3月26日 - 30日、サンシャイン劇場）[53]
- calmoプロデュース #3「また逢いにゆく」（2025年10月8日 - 12日〈予定〉、テアトルBONBON）[54]

### コンサート
- 関西ジャニーズJr. X'mas Show 2015（2015年11月2日 - 12月4日・8日 - 11日・14日 - 17日・21日・22日、大阪松竹座）[55]
- 関西ジャニーズJr. X'mas Show 2016（2016年11月30日 - 12月25日、大阪松竹座）[56]
- 関西ジャニーズJr. X'mas SHOW 2017（2017年12月1日・2日・4日 - 8日・12日 - 15日・18日 - 20日・22日・23日、大阪松竹座）[57]
- 関西ジャニーズJr. 春休みスペシャルShow 2018（2018年3月12日 - 24日、大阪松竹座）[58]
- 関西ジャニーズJr. LIVE 2018 Fall in LOVE 〜秋に関ジュに恋しちゃいなよ〜（2018年10月24日 - 11月4日、梅田芸術劇場メインホール）[59]
- 関西ジャニーズJr. X'mas Party!! 2018（2018年11月30日 - 25日、大阪松竹座）[60]
- 関西ジャニーズJr. LIVE 2019 Happy 2 year!!〜今年も関ジュとChu Year!!〜（2019年1月3日・4日、大阪城ホール）[61]
- 関西ジャニーズJr. SPRING SPECIAL SHOW 2019（2019年3月5日 - 31日、大阪松竹座）[62]

### CM
- メガネ赤札堂
  - 「2本目半額」篇（2022年9月16日 - ）[6][63]
  - 「メガネ 3800円」篇（2023年4月14日 - ）[64]

## 書籍

### カレンダー
- 朝田淳弥 2021年カレンダー（2020年10月31日、トライエックス）ASIN B08F22FYQD